# Brenden Adams
Brenden Adams, född den 20 september 1995 i Ellensburg i delstaten Washington i USA, är känd för att ha varit världens längsta tonåring. Han är 234 cm lång. Han har varit med i Guinness rekordbok som världens längsta tonåring. Han är även den 10:e längsta personen vid liv. Orsaken till hans ovanliga längd är en störning i 12:e kromosomen. Adams är inte bara ovanligt lång utan har också annorlunda utseende och kroppsbyggnad. Han har till exempel onormalt stora och svullna leder, fettsvulster, extra tänder och hjärtproblem.

## Biografi
Brenden Adams far Willie Adams och mor Debbie Ezell upptäckte hans ovanliga längd vid två månaders ålder, men han föddes med normal storlek. När han var 2 år gammal hade han längden av en 6-åring (117 cm), när han var 5 år gammal hade han längden av en 12-åring (147 cm) och vid 8 års ålder hade han längden av en 15-åring (173 cm). Som mest blev han 234 cm lång.
Man var rädd att han skulle få leukemi och man tog honom till läkare som upptäckte att han led av en kromosomstörning som gjorde att han växte så fort.
I skolan var Adams med i ett fotbollslag, men även om han gillar spelet så kan han inte delta på grund av hälsoproblem. Han har svårt att springa.
Adams tillväxt var ganska lik Robert Wadlows. Vissa läkare har sagt att om han hade fortsatte att växa skulle han ha kunnat bli över 244 cm (8 fot) lång. År 2008 gjordes ett försök att stoppa växten. Man lyckades med detta med hjälp av en hög dos testosteron.